# 菊月 (初代神風型駆逐艦)
|          | |
| 艦歴     | |
| 計画     | 1905年度 |
| 起工     | 1906年3月2日 |
| 進水     | 1907年4月10日 |
| 就役     | 1907年9月20日 |
| その後   | 1912年8月28日三等駆逐艦 1924年12月1日掃海艇編入 1928年8月1日第十二号掃海艇 (初代) と改名 1930年6月1日廃駆逐艦第12号と仮称 |
| 除籍     | 1930年6月1日 |
| 性能諸元 | |
| 排水量   | 常備：381t 満載：450t |
| 全長     | 69.2メートル |
| 全幅     | 6.6メートル |
| 吃水     | 1.8メートル |
| 機関     | レシプロエンジン2基2軸、6,000hp                                                                                           |
| 最大速力 | 29ノット |
| 航続距離 | 11ノット/850カイリ |
| 乗員     | 70人 |
| 兵装     | 80mm（40口径）単装砲 2門 80mm（28口径）単装砲 4門 450mm魚雷発射管 2門                                                     |

菊月（きくづき / きくつき）は、大日本帝国海軍の駆逐艦で、神風型駆逐艦 (初代)の29番艦である。同名艦に睦月型駆逐艦の「菊月」があるため、こちらは「菊月 (初代)」や「菊月I」などと表記される。

## 艦歴
1905年（明治38年）9月27日、命名（製造番号29号）。1906年（明治39年）3月2日、浦賀船渠で起工。1907年（明治40年）4月10日進水。同月25日、駆逐艦に類別。同年9月20日、竣工。
第一次世界大戦では、シンガポール方面の警備に従事
1924年（大正13年）12月1日、掃海艇に編入。1928年（昭和3年）8月1日、日本海軍は第31号駆逐艦を睦月型駆逐艦「菊月」と改称。これにともない「掃海艇 菊月」は第十二号掃海艇に改称。1930年（昭和5年）6月1日、除籍。廃駆逐艦第12号（2代目）と仮称。

## 艦長
※『日本海軍史』第9巻・第10巻の「将官履歴」及び『官報』に基づく。
駆逐艦長
- 町田亀彦 大尉：1907年8月5日 - 1908年12月3日
- 岡田政次郎 大尉：1908年12月3日 - 1909年2月1日
- （兼）伊東真三郎 大尉：1909年2月1日 - 2月20日
- （兼）山本節介 大尉：1909年2月20日 - 10月1日
- （兼）柘植道二 大尉：1909年10月1日 - 12月1日
- 徳田伊之助 大尉：1909年12月1日 - 1911年5月23日
- 中村淳一 大尉：1911年5月23日 - 1912年10月5日
- 小栗信一 大尉：1912年10月5日 - 1913年12月1日
- 長井実 大尉：1913年12月1日 - 1915年9月8日
- 木田新平 大尉：1915年9月8日 - 1916年9月1日
- 生島賢二 大尉：1916年9月1日 - 1917年12月1日[13]
- 松川晃 大尉：1917年12月1日[13] - 1919年12月1日[14]
- 松岡弘人 大尉：1919年12月1日[14] - 1920年7月15日[15]
- 志賀忠一 大尉：1920年7月15日[15] - 1922年8月19日[16]
- 野末信次郎 大尉：1922年8月19日[16] -

掃海艇長
- 多田武雄 大尉：1924年12月1日 - 1925年12月1日
- 大橋硠 大尉：1925年12月1日[17] - 1927年12月1日[18]
- 荘司喜一郎 大尉：1927年12月1日 - 1929年3月15日
- 佐々木健爾 大尉：1929年3月15日[19] - 1929年9月5日[20]
- （兼）上田光治 大尉：1929年9月5日[20] - 1930年1月20日[21]